# ホソエカエデ
ホソエカエデ（細柄楓、学名: Acer capillipes) は、ムクロジ科カエデ属の落葉小高木。別名、ホソエウリハダ、アシボソウリノキ。和名の由来は、花の柄が細いことから名付けられている。

## 特徴
日本にのみ自生が見られる。東北地方南部以南に分布し、主に関東地方から中部地方の寒冷な山地に生える。自生地は限られており、見つけることはまれである。
雌雄異株。落葉広葉樹の小高木で、樹高は10 - 15メートル (m) 。葉は対生する。葉柄は3 - 5 cm、幅は7 - 13 cm、長さ4 - 10 cm。葉の裏が白っぽく、葉の中央片先が尖り、鋸歯重鋸歯が細かい。葉裏は無毛で、葉脈の分岐点に膜がある。秋には紅葉し、赤色から橙色、しばしば黄色に色づく。葉はウリハダカエデによく似ているが、紅葉は濃い赤色に色づく傾向があり、紫色を帯びることもある。葉柄は特に赤く、上面には溝がある。
花期は5 - 6月で、色は緑白か淡黄。花柄が1 cm。枝の先に8 - 10 cmの総状花序をつける。果実は、長さ1.5 cmの翼果。